# Bruce Barrymore Halpenny
Bruce Barrymore Halpenny (født i Lincolnshire, England, død 3. maj 2015) var en respekteret britisk militærhistoriker og forfatter, med flyvepladser og flyvemaskiner som sit speciale, foruden spøgelseshistorier. Han var også tv-vært og spilskaber.

## Forældre
Halpennys far var en canadisk soldat, som under første verdenskrig kæmpede i Vimy Ridge, mens hans mor, der var ammunitionsarbejder under første verdenskrig, var fra Lincolnshire i England.

## Militærkarriere
I sin militærkarriere tjente Halpenny i Royal Air Force i specialistenheder, ofte oversøisk, men efter at være blevet såret skiftede han til RAF Police (RAFPD), i en særlig sikkerhedstjeneste vedrørende atomare og kemiske våben, som var ansvarlig for beskyttelsen af de atomvåben, som V bomber-flyene skulle anvende i krigstid.

## Forfatterkarriere
Mens han var i RAF i 1950'erne, blev han livsfarligt såret og var gennem flere operationer. Under genoptræningen begyndte han som en hobby at skrive og researche, og selv om han blev i RAF og kom til at gøre tjeneste i en specialenhed og i den nukleare enhed, blev hans arbejde til en levevej i de senere år, efter han forlod militæret.

### Tidlige år
Den tidlige forfatterkarriere begyndte med at skrive kærligheds- og cowboyhistorier til det amerikanske marked under pseudonym. Dernæst, på grund af sin specialistviden om Royal Air Force, fokuserede han på militærhistorie, særligt RAF's historie under anden verdenskrig, ofte med dyb indsigt, fakta og medmenneskelige historier. På et tidspunkt skrev han artikler for op til fjorten militærtidsskrifter rundt omkring i verden, og blev kontaktet af Patrick Stephens-udgiverne med henblik på at udgive en bog om flyvepladser, på grund af hans omfattende viden.

### Militærhistorie
Da han researchede de britiske RAF-flyvepladsers historie, særligt dem i London, Yorkshire og Lincolnshire, opdagede han, at de offentlig tilgængelige registreringer indeholdt meget lidt eller ingen oplysninger, så han var nødt til selv at foretage al reseachen, ved at gå helt tilbage til begyndelsen. Det var medvirkende til, at han fandt en kilde med omfattende oplysninger, som andre siden har anvendt, og etablerede Bruce Halpenny som en uomtvistet RAF-ekspert. I hans research af flyvepladser, interviewede Halpenny 1.400 personer, forskede i registre og breve og rejste tusinder af kilometer. Halpenny var så dedikeret til flyvepladsernes historie, at han besøgte hver enkelt (nogle kendte han allerede til fra sin tid i militæret), for at sikre korrektheden.
Hans bøger blev hurtigt vigtige referencer for alle flyhistorikere. Stort set alle oplysningerne var nyt materiale, da de havde aldrig før været anvendt i de dusinvis af bøger, der var skrevet om RAF. Andet nyt materiale var de mange fotografier, udvalgt blandt de tusinder, som han havde samlet og bestilt. Han anvendte fotografierne på en ny måde, ved at vise et udvalg af kontroltårne i de indledende kapitler i bogen Action Stations 2 Wartime Military Airfields of Lincolnshire and the East Midlands.
Han skrev også flere bøger med militæret som tema, blandt andre English Electrical/BAC Lightning og Wartime Poems. De flytyper han specialiserede sig i, er de britiske jetfly English Electric Lightning, English Electric Canberra og Avro Vulcan.

### Spøgelser og mysterier
Halpenny skrev spøgelseshistorier i 1960'erne og var stødt på spøgelseshistorier i sin research i flyvepladshistorier. I 1984 besluttede han, at de skulle danne grundlag for en særlig bog om emnet, hvorfor han begyndte at udvide sine arkivalier om spøgelsesmysterier på forladte flyvepladser. Fra 1984 var Bruce Halpenny ikke kun en respekteret britisk militærhistoriker og ekspert i flyvepladshistorier, men også ekspert i RAF-spøgelser, især i forbindelse med flyvepladser. Bogen Ghost Stations var blevet til. I 1986 udkom bogen, som blev en bestseller, der beretter om hvordan "hovedløse flyvere og gespenster har vist sig i kontroltårne og andre militære bygninger over hele landet". Efterspørgslen var så stor, at en anden bog, med titlen Aaargh!, blev udgivet med over tredive historier, hvoraf en var "The eerie mystery of Lightning 894". Aaargh! blev senere omdøbt til Ghost Stations 2, efterhånden som flere bøger kom til i årenes løb.
Halpennys unikke viden og position gjorde ham kendt for at have adgang til og kunne finde oplysninger, som normalt ikke er tilgængelige for offentligheden og medierne, særligt det britiske forsvarsministeriums oplysninger om ufoer.
Halpenny fastholdt altid, at alle flyvepladser er hjemsøgte. I årenes løb blotlagde han en mængde materiale om spørgelsesoplevelser på flyvepladser i krigstid. "Beviserne på spøgelser bliver ved med at vise sig og er så omfattende, at de ikke kan ignoreres," har han udtalt og han var ikke i tvivl om, hvorfor flyvepladser tiltrækkker spøgelser, "Man skal huske på, at 55.000 mand fra bombetogter døde, mens de lettede fra Storbritannien under anden verdenskrig, og de fleste af dem mødte en voldsom død, så det er ikke overraskende at dusinvis af spøgelser er blevet tilbage."

## Spilskaber
Halpenny skabte i 1970'erne brætspillet The Great Train Robbery (det store togrøveri). Det blev brugt som gevinst i udsendelser så som Tiswas og Crackerjack.

## Velgørenhed
Bruce Halpenny deltog i kampagner til fordel for forskellige organisationer og sager, særligt veteraner, krigsenker, sårerede og invalide militærpersoner. Han hjalp også skoler og velgørenhed til fordel for børn, så som organisationen Mencap. Han donerede en gang en flaske årgangsvin, for at skaffe penge til velgørenhed. Årgangsvinen var den eneste, som var tilbage efter nazisterne havde plyndret kældrene i den italienske landsby Abruzzo under anden verdenskrig. Hans onkel var canadisk tankkommandør, hvis tank var den første, der deltog i befrielsen af landsbyen og også den første tank, der kørte ind i Ortona under slaget ved Ortona. Halpenny fik vinflasken, mens han opholdt sig i Abruzzo som led i sin research. Da han donerede flasken, sagde Bruce Halpenny: "Fordi flasken er unik, synes det at være synd blot at drikke den, uden at lade den give andre nogle goder."
I lang tid argumenterede han for, at den britiske regering burde bevare en krigsflyveplads, som den så ud i årene 1939-45, for at fremtidige generationer kunne opleve, hvordan RAF arbejdede under krigen. "Hvis intet gøres for at bevare dem, vil vi ende i den dumme situation, hvor man er nødt til at bygge en ny fra bunden, til minde om RAF's arbejde i den sidste krig."
Han støttede dyrevelfærd, særligt hunde og ulve, og var formand for Wolf Preservation Foundation.

## Familie
Bruce Halpenny og hans hustru, forfatteren og rytteren Marion Rose Halpenny, havde en søn, Baron Barrymore Halpenny, der arbejder i reklamebranchen.

## Bøger
- To Shatter the Sky: Bomber Airfield at War (ISBN 978-0-85059-678-6)
- Military Airfield (serie)
- Fight for the Sky: Stories of Wartime Fighter Pilots (ISBN 978-0-85059-749-3)
- An English Town: Market Rasen (ISBN 978-0-9547774-0-1)
- Bullets in the Morning...Bullets at Night: The Italian Campaign (ISBN 978-0-9547774-1-8)
- Ghost Stations (serie)
- Wartime Poems (ISBN 978-0-907595-69-4)
- English Electric/BAC Lightning
- English Electric Canberra: The History and Development of a Classic Jet
- The Avro Vulcan Adventure (ISBN 978-0-9547774-3-2)